# Avenue de Paris (Versailles)
Pour les articles homonymes, voir Avenue de Paris.
L'avenue de Paris est une voie de circulation de Versailles, en France.

## Situation et accès
L'avenue de Paris est l'une des trois voies qui rayonnent en éventail à partir de la place d'Armes, devant le château de Versailles, avec l'avenue de Saint-Cloud au nord et l'avenue de Sceaux au sud. L'avenue de Paris, au centre, est située dans l'axe du château. Elle se dirige vers le sud-est pendant environ 1 500 m, avant d'obliquer vers l'est pendant 1 km jusqu'à la place Louis-XIV où elle se termine. Elle est prolongée, de l'autre côté de la place, par l'avenue du Général-Leclerc à Viroflay.
Avec 90 m de large, l'avenue est l'une des plus larges de France. Elle est constituée d'une artère centrale dédiée à la circulation automobile, et de deux contre-allées. Des terre-pleins plantés de deux rangées de platanes séparent la voie centrale des contre-allées. Du fait de sa largeur, elle constitue une véritable frontière physique à l'intérieur de la ville, coupant celle-ci en deux parties. Ainsi elle sépare les quartiers Notre-Dame et Montreuil, situés au nord de l'avenue, des quartiers Saint-Louis, Chantiers et Porchefontaine, situés au sud. Elle tire son nom du fait qu'elle conduit en direction de Paris, en passant par Sèvres. Elle est aussi la liaison entre le centre de Versailles et Porchefontaine.
L'avenue de Paris coïncide avec la route départementale 10 pendant la majeure partie de son parcours.
De nombreuses places de stationnement sont disposées le long de cette voie, en créneau ou en épi. La majorité de ces emplacements sont payants et gérés par horodateurs.
Depuis quelques années, la ville déploie des pistes cyclables sur les terre-pleins de l'avenue de Paris, ainsi que des arceaux de stationnements de vélos.
| - L'avenue de Paris et sa longue perspective. Tout au fond de l'avenue on devine le palais royal. - Un des terre-pleins de l'avenue de Paris avec sa double rangée de platanes et la piste cyclable. - Autre vue d'un des terre-pleins. |

## Origine du nom
Elle porte ce nom car elle se dirige vers Paris.

## Historique

Plan de Versailles de 1756, on aperçoit l'avenue de Paris à droite de l'axe central et de la place d'Armes.

L'avenue de Paris est né de la volonté du Roi Soleil de construire une large voie rectiligne bordée d'arbres partant de la place d'Armes permettant de mettre en valeur le château en créant une vue en perspective. Avant la construction de l'avenue, il n'existait que deux chemins pour se rendre du village de Versailles à Paris, dont le tracé sinueux contournait pour l'un par le nord et pour l'autre par le sud l'obstacle que constituait alors la butte Montbauron. Pour construire l'avenue de Paris quatre années de travaux de terrassement avec les moyens de l'époque, c'est-à-dire à la pelle et à la pioche et avec des paniers en osier et des tombereaux, vont être nécessaire. En effet il va falloir ouvrir une tranchée sur le flanc sud de la butte Montbauron dont le relief bouchait la vue sur le château. Pour avoir une idée de l'importance du travail que cela à représenter, il suffit de se rendre compte combien la rue de Montbauron est en pente raide au départ de l'avenue. Par ailleurs il va falloir surélever l'avenue au-dessus des étangs de Porchefontaine. L'avenue sera terminée en 1685 et prendra alors son nom actuel.
En 1824, la ville fait construire, sur ordre du marquis de la Londe, maire du IIIe arrondissement de Seine et Oise, des pavillons pour prélever l'octroi. Ainsi l'avenue de Paris se voit doter à l'entrée de Versailles de part et d'autre de l'artère centrale de deux pavillons. Des grilles en fer s'étendant sur toute la largeur de l'avenue de Paris sont également installées. Ces pavillons et ces grilles permettaient de contrôler le passage des marchandises et de les taxer. Le bâtiment de gauche en venant de Paris contenait le bureau de perception tandis que le bâtiment de droite servait à loger les préposés. L'octroi étant devenu un impôt qui freinait le développement de l'activité économique, la municipalité décide de l'abolir en février 1943 et de le remplacer par le prélèvement de taxes locales. Les bâtiments sont donc désaffectés et les grilles supprimées. La municipalité envisage un temps de détruire les pavillons car ils contribuent à la dangerosité du carrefour de l'avenue de Paris avec l'avenue de Porchefontaine et la rue Vauban. En effet ils constituent un obstacle visuel. Mais les Monuments historiques qui les ont classés à l'inventaire en juin 1959 s'y opposent. Finalement le carrefour est réaménagé en 1993 de façon à le rendre plus sûr tandis que les pavillons sont sauvegardés et forment aujourd'hui une entrée symbolique dans la ville.
L'avenue de Paris est desservie par la ligne de tramway de Sèvres à Versailles de 1857 à 1934, date de son remplacement par la ligne de bus RATP 171. À sa création, le tramway est constitué d'une voiture tractée par un cheval. La ligne de tramway est mécanisée en 1894, puis entièrement électrifiée en 1913.
Le 3 juin 1940, durant la bataille de France, l'aviation allemande bombarde Versailles : des abus tombent avenue de Paris.

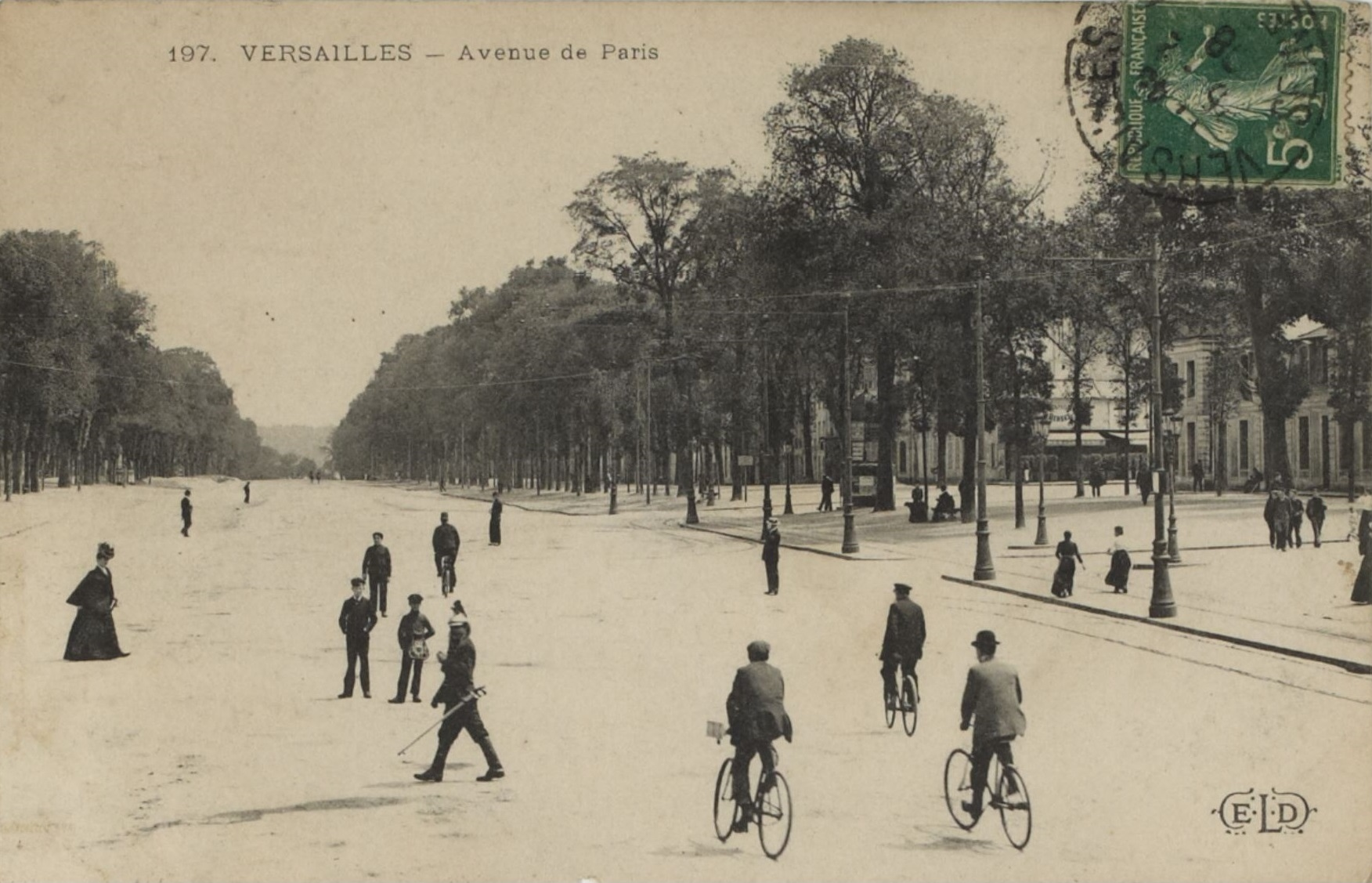
L'avenue de Paris au début du XXe siècle. Il n'y a pas encore d'automobiles en vue. Les piétons et les cyclistes ont toute l'avenue à leur disposition (carte postale ELD).
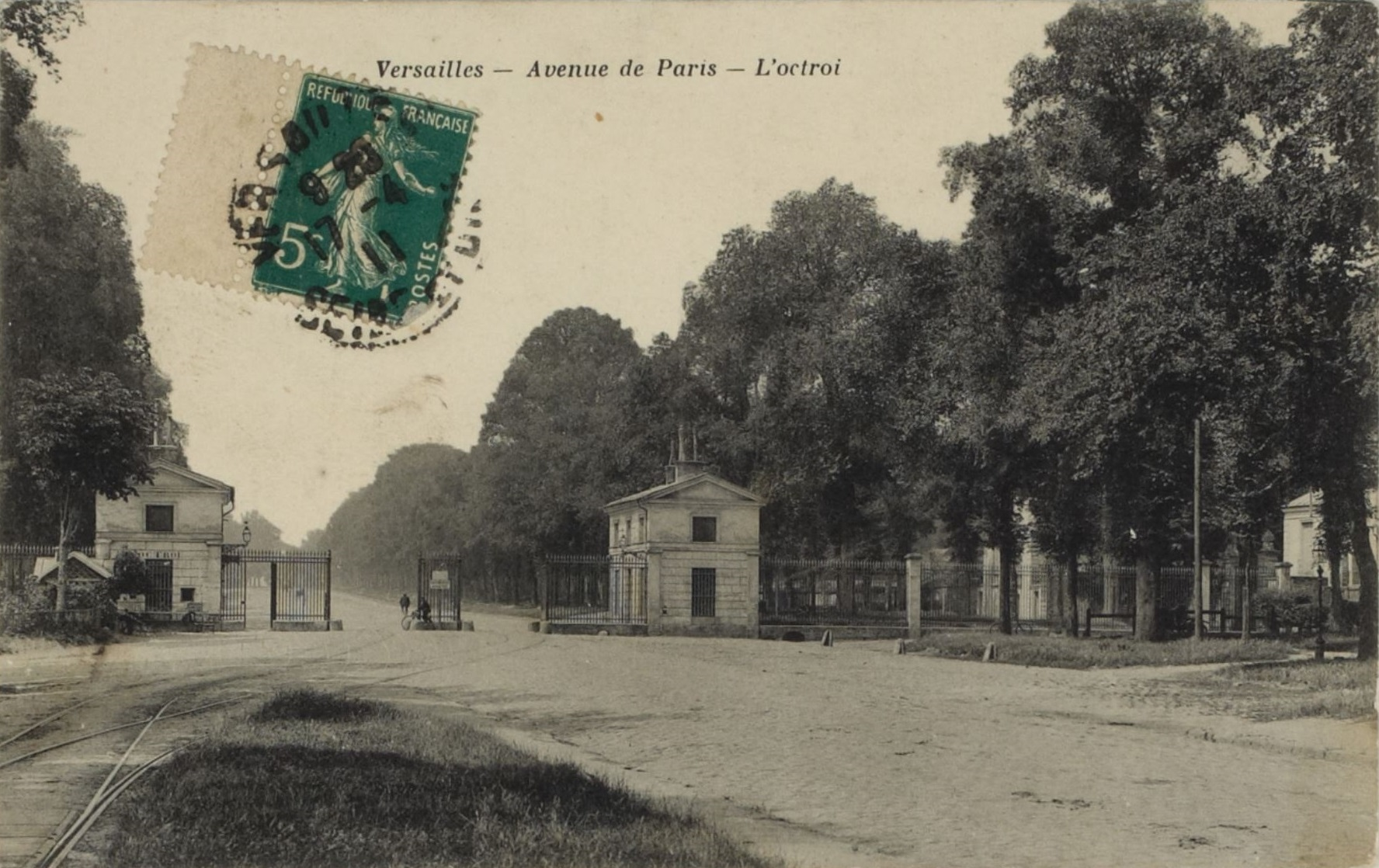
Les pavillons et les grilles de l'octroi de l'avenue de Paris au début du XXe siècle.À gauche on distingue les rails de la ligne de tramway
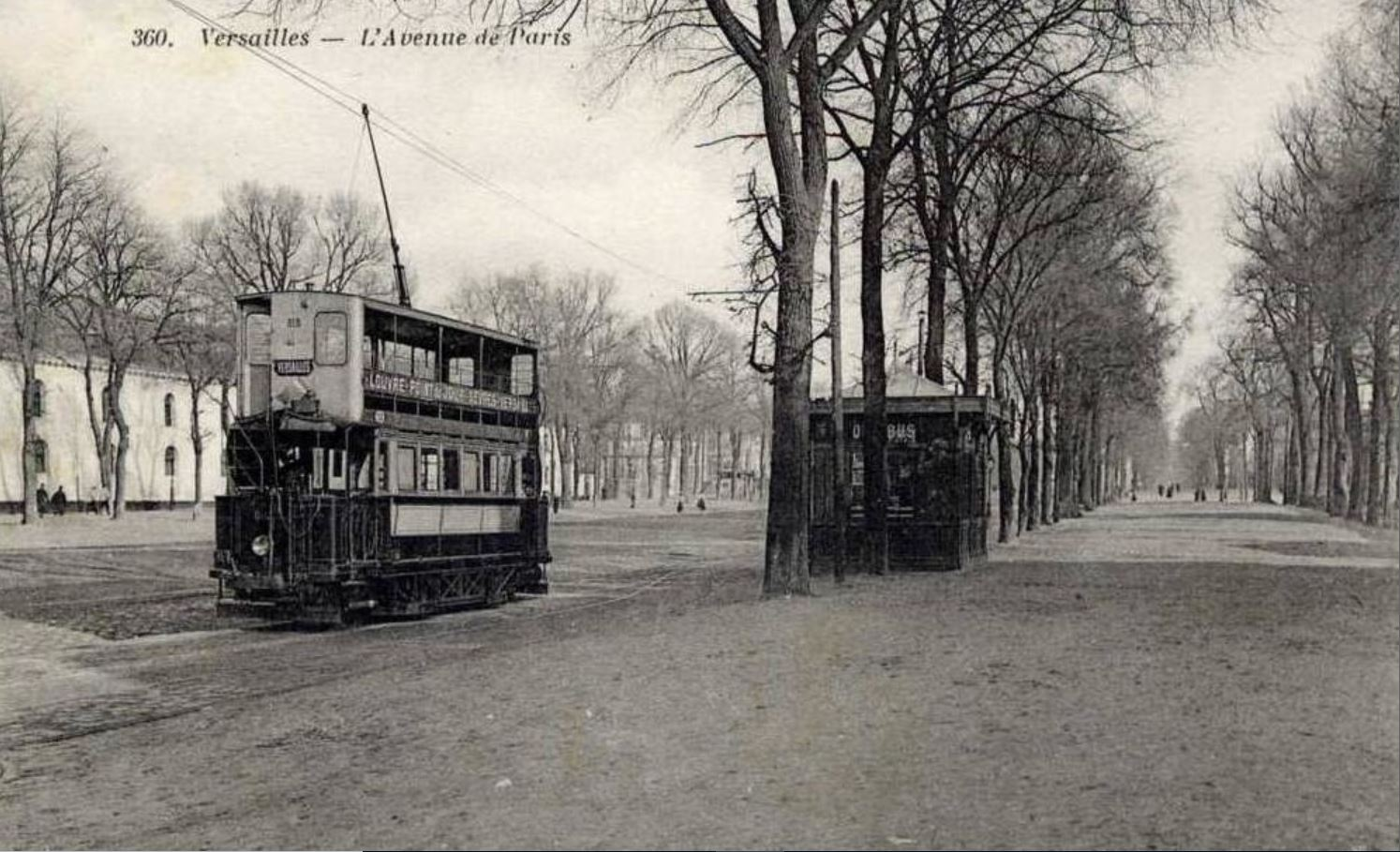
Le tramway de la ligne Sèvres Versailles desservant l'avenue de Paris au début du XXe siècle (après son électrification en 1913), aujourd'hui remplacé par le bus de la RATP de la ligne 171.
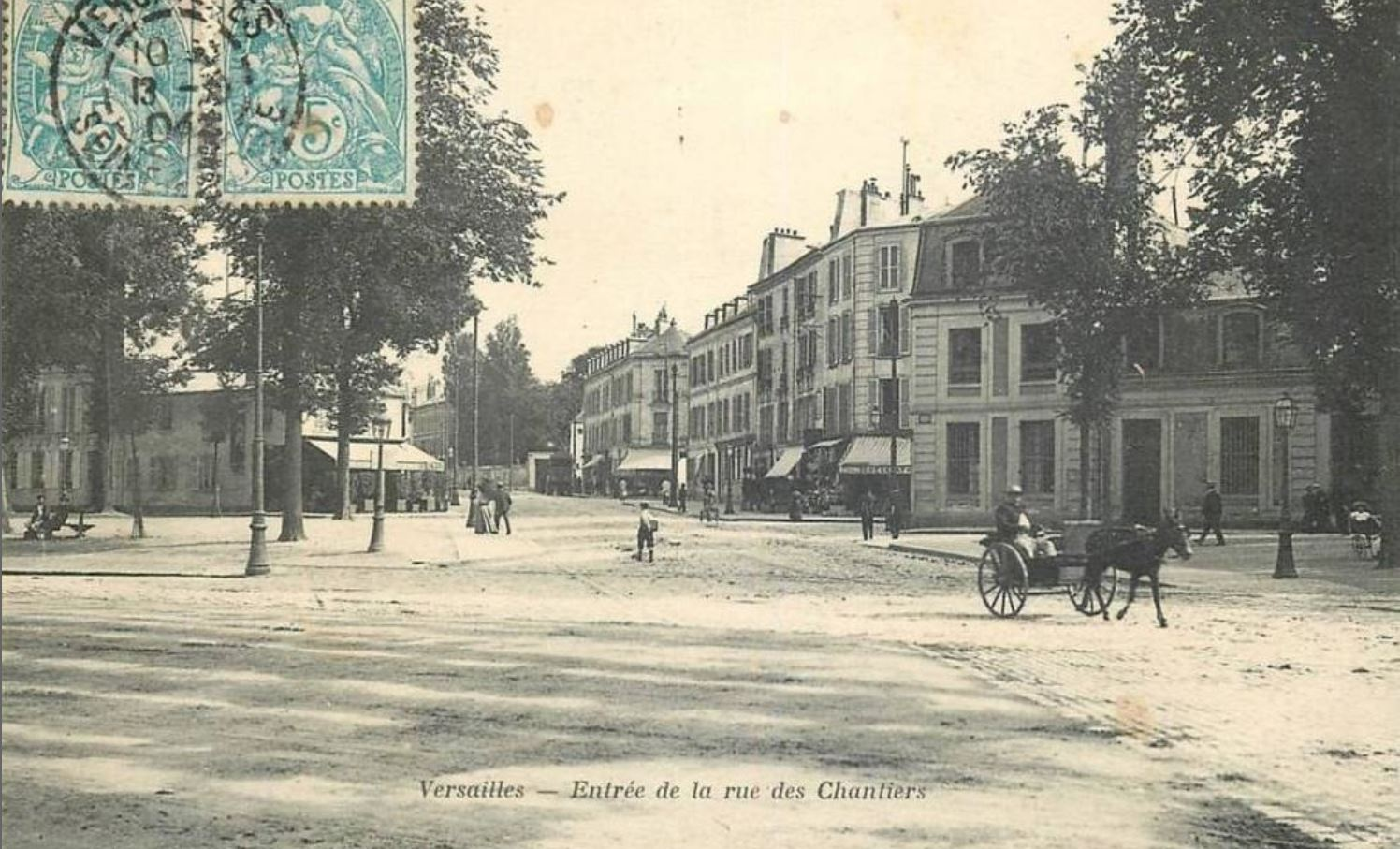
Carrefour de l'avenue de Paris avec la rue des Chantiers (actuelle rue des Etats-Généraux) au début du XXe siècle.

## Événements
Le 4 mars 1984 s'y tient, jusqu'à la place d'Armes, une manifestation du « mouvement de l'École libre ».
L'avenue de Paris sert tous les ans depuis 1976 de ligne d'arrivée de la course Paris-Versailles. Les deux kilomètres de faux plat de l'avenue constituent la dernière difficulté de la course. 
Lors des Jeux olympiques de Paris 2024, l'avenue a été empruntée, dans le sens vers Paris, par le parcours commun du marathon féminin et masculin, ce parcours faisant un aller-retour entre Paris et Versailles.

## Bâtiments remarquables et lieux de mémoire
| - Statue de Louis XIV sur la place d'Armes dans l'axe de l'avenue de Paris. - Les pavillons de l'octroi situés au niveau du carrefour avec l'avenue de Porchefontaine forment une entrée symbolique dans la ville royale. |

L'avenue de Paris borde les édifices suivants :
- Grande Écurie, dont les façades sur la cour d'honneur et sur les avenues de Paris et de Saint-Cloud, les façades des deux pavillons et les grilles en bordure sur la place d'Armes font l'objet d'un classement au titre des monuments historiques par arrêté du 20 août 1913[6] ;
- Petite Écurie, qui fait intégralement l'objet d'un classement au titre des monuments historiques par arrêté du 16 septembre 1929[7] ;
- no 3 : bâtiment rectangulaire de 1959 réalisé par Robert Camelot, qui accueille la poste centrale de Versailles jusqu'au milieu des années 2010. Le site servait sous l'Ancien Régime de lieu d'entraînement pour les chevaux puis, entre le XIXe siècle et le milieu du XXe siècle, accueille une caserne. Réaménagé afin d'accueillir des espaces événementiels[8], l'ancien bâtiment postal rouvre en 2024[9].
- no 4 : hôtel de ville de Versailles.
- no 6 : pavillon des Gendarmes qui fait l'objet d'un classement au titre des monuments historiques  par arrêté du 9 mai 1911[10] ;
- no 11 et no 13 : préfecture des Yvelines ;
- no 19 : anciennes écuries de la Du Barry, construites à partir de 1773[11] par l'architecte Claude-Nicolas Ledoux pour la dernière favorite du roi Louis XV. Elle désirait abriter le personnel et remiser les attelages de ses équipages dans ce bâtiment mitoyen du pavillon qu'elle avait acquis en 1772 (voir no 21, ci-dessous). Les travaux furent suspendus à la mort du roi (1774) et achevés d'après les plans de Ledoux par Jean-François Chalgrin pour le comte de Provence, frère du roi Louis XVI, alors titré Monsieur (futur Louis XVIII), propriétaire des écuries à partir de 1775[12],[13]. L'édifice fait l’objet de plusieurs protections au titre des monuments historiques en 1929 et 1965[14] ; actuel hotel de police de Versailles

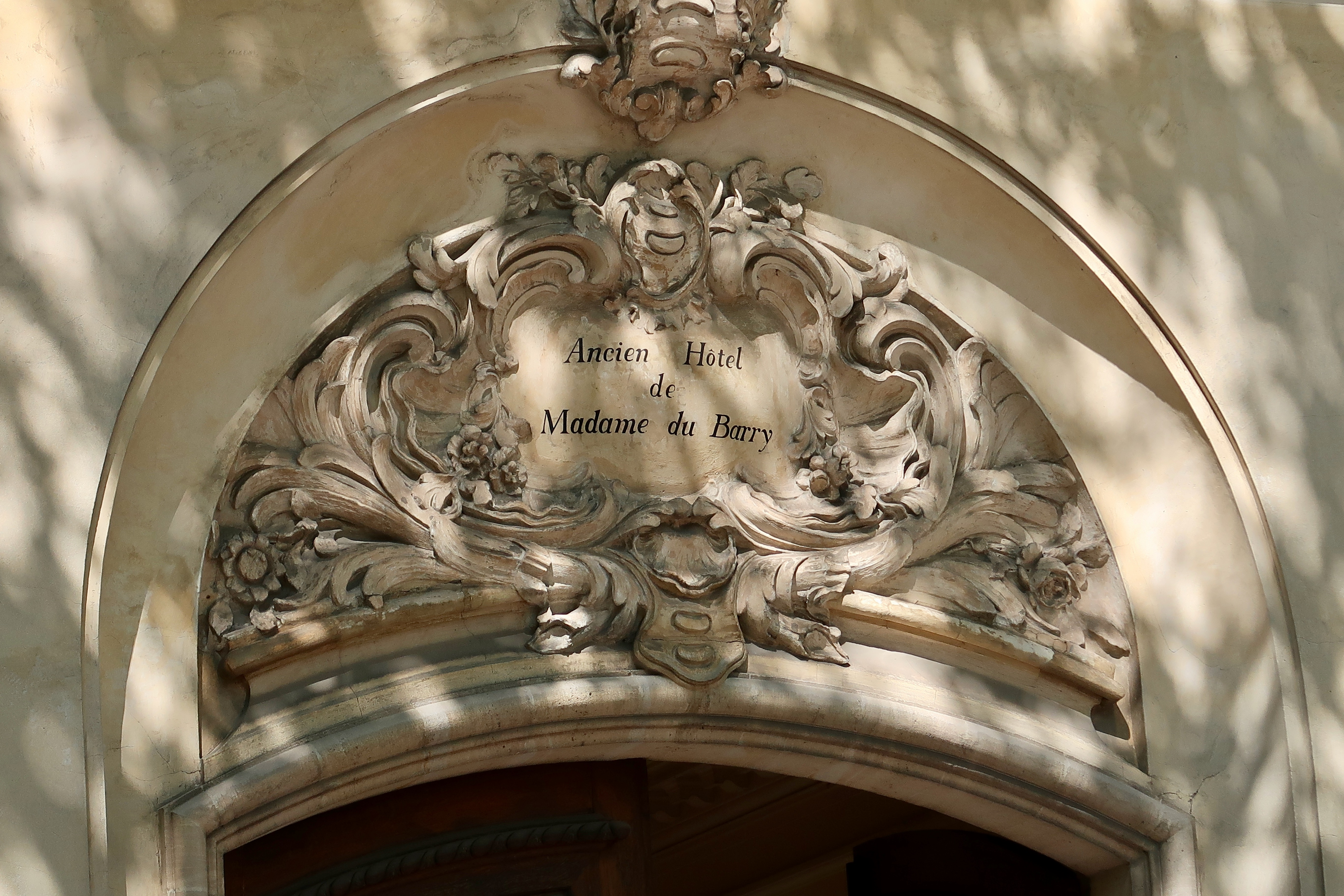
Fronton du no 21.

- no 21 : ancien pavillon Du Barry (hôtel particulier de Madame du Barry), qui fait l'objet d'un classement au titre des monuments historiques par arrêté du 15 septembre 1942[15] ;
- no 22 : hôtel des Menus-Plaisirs, faisant l’objet d'une inscription au titre des monuments historiques par arrêté du 21 mai 1927, hormis pour ses façades, faisant l'objet d'un classement au titre des monuments historiques par arrêté du 16 septembre 1929[16] ;
- no 28 : prison pour femmes ;
- no 31 : lycée La Bruyère ;
- no 57 : ancienne laiterie de Madame, faisant l'objet d'un classement au titre des monuments historiques arrêté du 1er août 1957[17] ;
- no 63 : pavillon de Provence, ancienne demeure de Monsieur, frère du roi. Louis XVIII y naquit [18].;
- no 68 : couvent de la Solitude, ce bâtiment a appartenu au comte de Vergennes, ministre des Affaires étrangères de Louis XVI de 1775 à 1787 ;
- no 70 : lycée Marie-Curie ;
- no 73 : domaine de madame-Elizabeth ;
- no 109 : congrégation des Sœurs servantes du Sacré-Cœur de Jésus ;
- no 111 : parc Chauchard, avec au centre l'ancien pavillon de musique de Madame, faisant l'objet d'un classement au titre des monuments historiques par arrêté du 26 mars 1943[19] ;
- Les anciens pavillons de l'octroi ;